# 青色超巨星
青色超巨星（せいしょくちょうきょせい、英: blue supergiant）とは直径が太陽の数十倍以上あり、光度が太陽の1万倍（全エネルギー放射で太陽の10万倍）以上ある恒星のこと。
青色巨星のうち光度・直径の大きいもの、或いは超巨星のうち表面温度が高いものともいえる。スペクトル型がO型-B型の青ないし青白く輝く超巨星。
その中で光度が太陽の数十万倍～100万倍以上で、直径が太陽の100倍以上あるものを高光度青色変光星、LBV (Luminous Blue Variable) と呼ぶ。LBVはかじき座S型変光星とも言う。
青色超巨星の物理的性質については青色巨星及び超巨星を参照のこと。

## 青色超巨星または高光度青色変光星の一覧

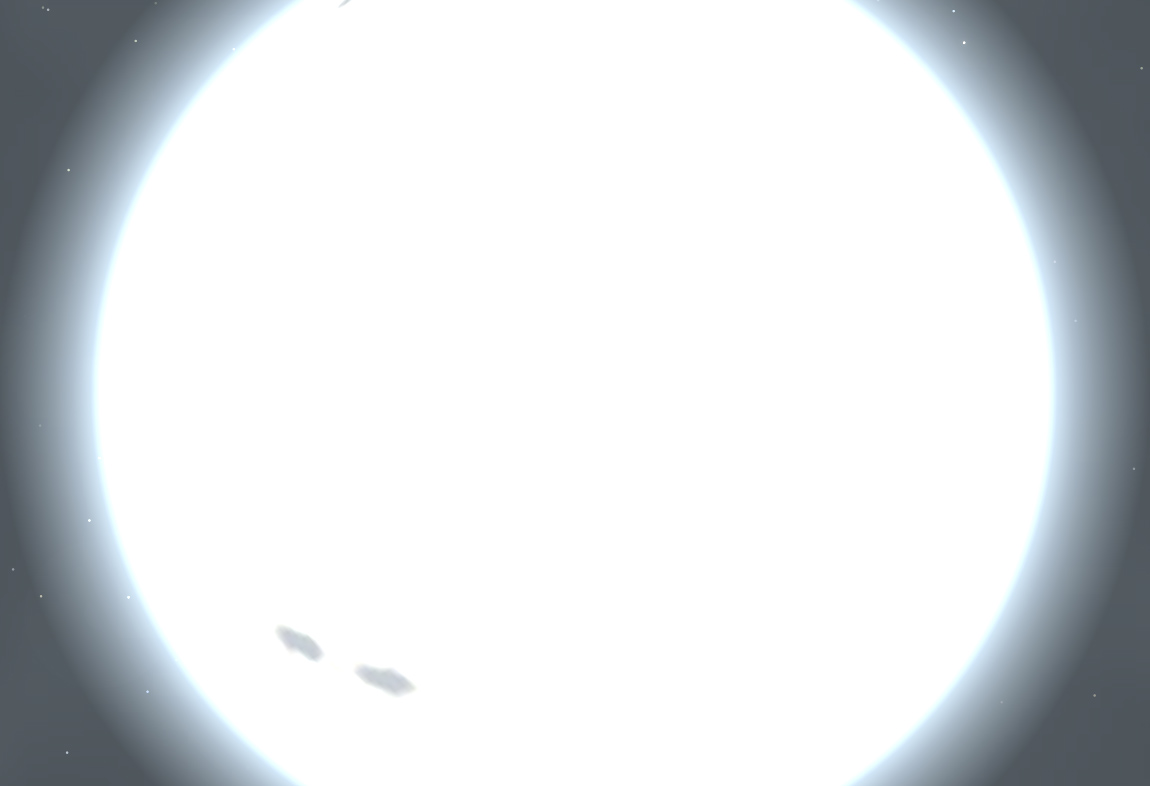
青色超巨星の1つ、リゲルの想像図

### LBV（高光度青色変光星）の例
- さそり座ζ1星
- かじき座S星
- はくちょう座P星
- りゅうこつ座η星
- ピストル星（いて座）
- LBV 1806-20（いて座）

### その他の青色超巨星の例
- リゲル（オリオン座β星）[1]
- オリオン座ε星[1]
- オリオン座ζ星
- オリオン座κ星
- おおいぬ座η星
- とも座ζ星
- ほ座γ2星
- オリオン座χ2星
- おおいぬ座ο2星
- きりん座α星
- ペルセウス座ζ星